# Distributismo

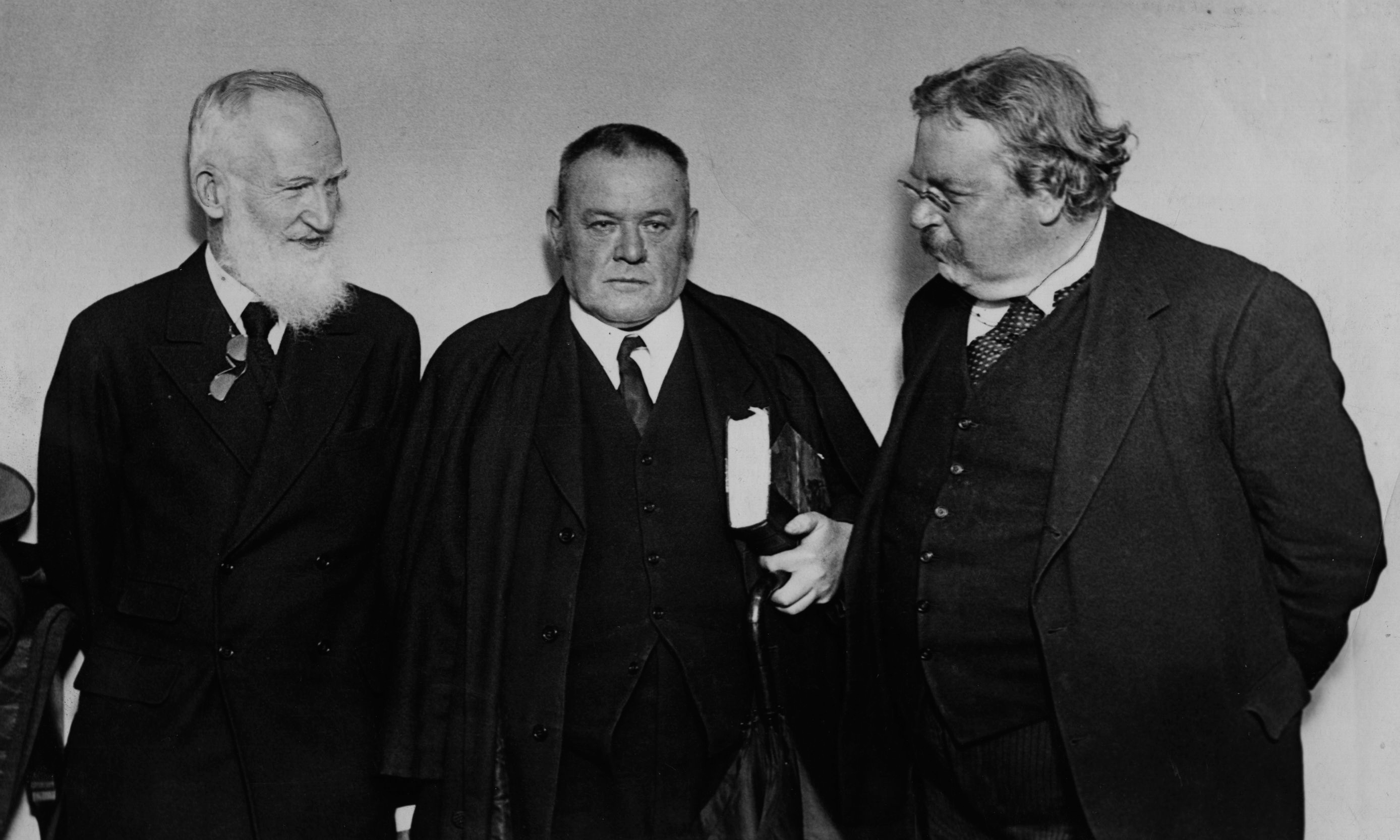
Hilaire Belloc (al centro) e Gilbert Keith Chesterton (a destra), qui fotografati insieme a George Bernard Shaw, furono - insieme a Vincent McNabb - i "padri fondatori" del distributismo

Il distributismo, noto anche come distribuzionismo, è una filosofia economica formulata da alcuni pensatori quali Gilbert Keith Chesterton, Cecil Chesterton, padre Vincent McNabb e Hilaire Belloc per applicare quei principi di dottrina sociale della Chiesa cattolica che affondano le proprie radici nell'esperienza benedettina (ora et labora) ed espressi modernamente nella dottrina di papa Leone XIII contenuta nell'enciclica Rerum Novarum e ulteriormente sviluppati da papa Pio XI nell'enciclica Quadragesimo Anno.
Secondo il distributismo, la proprietà dei mezzi di produzione deve essere ripartita nel modo più ampio possibile fra la popolazione generale, piuttosto che essere centralizzata sotto il controllo dello Stato (nei variegati capitalismi di stato), anche se tale affermazione riguarda in particolare il bolscevismo/postbolscevismo. Sia nel socialismo rivoluzionario, che in quello utopista di Proudhon ed, in particolare nell’anarchismo, la distribuzione avviene direttamente attraverso le assemblee federali e comunali non per mezzo dello Stato. Nel caso del capitalismo invece questo permette a pochi privati facoltosi di ottenere tutte le ricchezze prodotte con il lavoro degli altri. Una sintesi del distributismo si trova nel postulato di Chesterton «Troppo capitalismo non significa troppi capitalisti, ma troppo pochi capitalisti». Il postulato di Chersterton non ha nulla a che vedere con il distributismo, il quale non è presente in alcuna teoria del liberismo classico e del neoliberismo. Le radici del distributismo sono invece da ricercare nella necessità da parte della Chiesa di adeguarsi alle rivendicazioni dei partiti e dei movimenti socialisti nell’Ottocento. In sostanza, il distributismo si distingue per la sua idea di distribuzione dei beni e dei mezzi di sostentamento, prima fra tutti la proprietà della casa.
Il distributismo sostiene che, mentre il socialismo non permette alle persone di possedere proprietà (che sono sotto il controllo dello Stato o del comune) ed il capitalismo permette a pochi di possedere (come inevitabile risultato di competizione meritocratica), il distributismo cerca di consentire che la maggior parte delle persone diventino i proprietari dei mezzi di produzione e della propria casa. Come Hilaire Belloc stabilì, lo "Stato distributivo" (cioè lo Stato che ha attuato il distributismo) contiene "un agglomerato di famiglie di diversa ricchezza, ma di gran lunga il maggior numero di proprietari dei mezzi di produzione". Questa più ampia distribuzione non si estende a tutti i beni, ma solo a mezzi di produzione e di lavoro, la proprietà che produce ricchezza, cioè, le cose necessarie per l'uomo per sopravvivere. Esso include terra, strumenti, ecc., ma anche la casa, fondamentale per la vita stessa dell'uomo e della famiglia.
Il distributismo è stato spesso descritto come una terza via alternativa a socialismo e capitalismo. Tuttavia, alcuni l'hanno visto più come un'aspirazione, visto che è stato realizzato con successo solo a breve termine e localmente a favore dei principi di sussidiarietà e solidarietà, questi raggiunti in cooperative locali finanziariamente indipendenti. Essi sostengono che in futuro il lavoro salariato sarà visto così come oggi viene visto lo schiavismo.

## Storia
L'articolazione delle idee distributiste è basato sugli insegnamenti papali del XIX e XX secolo, che inizia con papa Leone XIII Rerum Novarum. Nel 1930 negli Stati Uniti, in tempi di recessione e conseguente critica al capitalismo, il distributismo è stato trattato in numerosi saggi di Chesterton, Belloc e altri in L'America si modifica, pubblicato a cura di Seward Collins. Cardine tra Chesterton e Belloc le altre opere in materia che includono nel distributismo Lo Stato Servile e Il profilo  della ragionevolezza.
Il pensiero distributista è stato successivamente adottato dal Movimento dei lavoratori cattolici, congiuntamente con il pensiero di Dorothy Day e Peter Maurin, nella loro localizzata e indipendente comunità. Ha anche influenzato il pensiero del Movimento di Antigone, che attuò cooperative e altre misure di aiuto agli operai disoccupati nel Canada. La sua attuazione pratica in loco sotto forma di cooperative è stato recentemente documentato da Race Mathews nel libro Jobs of our own.

## Teoria economica

### La proprietà privata
Con questo sistema, la maggior parte delle persone sarebbe in grado di guadagnarsi da vivere senza dover contare sull'uso della proprietà altrui. Esempi di persone che si guadagnano da vivere in questo modo sarebbero gli agricoltori, che possiedono la loro terra e le relative macchine (oppure in consorzio con altri agricoltori); gli idraulici che possiedono i loro strumenti; gli sviluppatori di software che possiedono il loro computer, ecc. L'approccio "cooperativo"  anticipa al di là di questa prospettiva di riconoscere che tali beni e le attrezzature possono essere "co-proprietà" di comunità locali più grandi di una famiglia, ad esempio, partner in un business oppure in un consorzio, pur sempre permanendo in una forma di indipendenza aziendale.

### Corporazioni
Il tipo di ordine economico previsto dai primi pensatori distributisti comporterebbe il riferirsi a una sorta di sistema corporativo. Difatti l'attuale esistenza di sindacati non costituisce una realizzazione di questo aspetto del distributismo, perché i sindacati sono organizzati allo scopo di promuovere gli interessi di classe, mentre nelle corporazioni "classiche" sono mescolati datori di lavoro e lavoratori dipendenti, teoricamente collaborando per il reciproco vantaggio.

### Banche
Il distributismo favorisce l'eliminazione dell'attuale sistema bancario o, in ogni caso, la sua rielaborazione. Ciò non ne comporta obbligatoriamente (può esserlo come no) la nazionalizzazione, ma necessariamente la partecipazione alle necessità del governo, ad esempio tramite accordi fiscali finalizzati all'incentivazione della fiducia delle banche nei confronti dei creditori fruitori del "credito sociale" e dello sviluppo della fiscalità monetaria.

## Teoria sociale
La teoria distributista concorda in parte con la scuola raffiana e geselliana mentre è in totale disaccordo con quella marxista. Secondo la teoria distributista il valore delle merci è si condizionato dalla quantità di moneta circolante, ma influenzato dalla sua distribuzione. Ovvero è consapevole che in un'economia di tipo liberalcapitalista siano le differenze a fare i prezzi e ad adeguare ogni valore alla sua possibilità di accesso a livello piramidale. Ma proprio sulla base di ciò sostiene che se la "piramide" venisse "spianata" varierebbe solo di poco il valore intrinseco iniziale e finale delle merci, in quanto non è il mercato il punto centrale, ma la produzione. Ovverosia il valore delle merci si adeguerebbe alle mutate condizioni della domanda-offerta. Questo non comporterebbe cambiamenti sostanziali nella produzione ed alla fine nemmeno nella distribuzione, ma comporterebbe una razionalizzazione del lavoro e del sistema sociale. In quanto i prodotti creati vanno comunque distribuiti, al prezzo adeguato alle richieste di mercato. Il punto focale quindi secondo i distributisti non è il mercato ed il valore nominale delle merci, bensì la loro produzione. Per questo motivo essi auspicano un sistema sociale che preveda il capovolgimento del concetto di lavoro come "valore mercantile" in quello di "merito". Nella pratica questo significa che nessuno dovrebbe più poter utilizzare un essere umano al pari di una "merce" dotata di relativo prezzo. Ognuno invece dovrebbe essere messo nella possibilità di far valere le sue capacità, nell'interesse personale e quindi solo indirettamente nell'interesse collettivo. Cose che, secondo i distributisti, oggi non è. Secondo essi odiernamente le gerarchie sociali non sono basate sul merito e sulle capacità ma sulla furbizia, sulla prevaricazione, e sui beni ereditati.
Nel capitalismo, un'entità produttiva è di proprietà di una persona o di una società di persone anche estranee alla produzione, mentre la produzione è affidata a lavoratori dipendenti. 
Nel comunismo, la proprietà è sostituita "dallo Stato" e viene gestita tramite burocrati di nomina politica. 
Il distributismo a differenza della collettivizzazione comunista, non prevede l'attuazione dei propri contenuti dottrinali mediante un esproprio, ma mediante una proibizione legislativa del lavoro salariato e la concessione di un credito. In modo che il padrone sia costretto di propria volontà a svendere ai propri dipendenti quote di partecipazioni, mantenendo per sé stesso una quota uguale a quella degli oramai ex-dipendenti. Per poter permettere ai dipendenti di raggiungere una cifra che accontenti entrambe le parti verrebbe emesso dallo Stato un "credito sociale" che potrà essere restituito nel corso della vita. La gerarchia e la divisione dei guadagni delle aziende verrebbe decisa elettoralmente da tutti i partecipanti all'azienda, nello stile del corporativismo e in un'ottica di meritocrazia. 
Il distributismo auspica possibilmente il frazionamento in tante piccole società, eventualmente consorziate in grandi aziende e riunite in corporazioni secondo specializzazione: alla fine del ciclo scolastico alla persona che entra nel mondo del lavoro viene offerto dalle banche convenzionate allo scopo con lo Stato, un credito sociale col quale la persona potrà avviare oppure rilevare un'attività o una quota in una società da un pensionando. Tale credito potrà essere restituito nel corso della vita venendo in pratica a sostituire il pagamento delle tasse (abolite e sostituite dal sistema "credito sociale-assicurativo"). Alla fine della vita lavorativa questa persona cederà la sua attività o quota a un nuovo entrato nel mondo del lavoro, ricevendo il pagamento, da utilizzarsi come fondo pensione. 
Come il capitalismo, la teoria del credito sociale prevede il diritto alla proprietà privata, la libertà d' iniziativa economica, il rispetto della legge della "domanda-offerta" e della libera concorrenza.
Tutto questo vale anche per i dipendenti dello Stato, che andranno a formare Società private le quali riceveranno gli incarichi statali dalle corporazioni e dai comuni sul modello della gara d' appalto.

### La famiglia umana
Il distributismo vede la famiglia come la principale unità sociale di ordine umano e la principale unità di un funzionamento distributista della società. Questa unità è anche la base di una famiglia estesa multi-generazionale, incorporata in comunità, nazioni, eccetera.
Il sistema economico di una società distributista è pertanto concentrato soprattutto sulla fioritura di un nucleo familiare, non in isolamento, bensì collegato agli altri nuclei familiari uniti da vincoli di collaborazione, sostegno reciproco, formazione di un tessuto umano consistente. Il distributismo vuole perciò promuovere la famiglia, piuttosto che i singoli; anche l’idea di proprietà è legata alla persona inserita nel nucleo familiare. In altre parole, il distributismo mira a garantire che la maggior parte delle famiglie, piuttosto che la maggior parte delle persone, siano proprietarie di immobili produttivi e abitativi che ne consentano l’autonomia. La famiglia è, quindi, di vitale importanza per il nucleo stesso del distributismo.

### Sussidiarietà
Il distributismo pone grande enfasi sul principio di sussidiarietà. Questo principio che non vale più per grandi unità (se sociale, economico, o politico) dovrebbe svolgere una funzione che può essere effettuato mediante unità più piccole. Papa Pio XI, scrisse in Quadragesimo anno: «Noto come è sbagliato a ritirarsi dal individualismo e di impegnarsi per la comunità in generale, ciò che le imprese private e l'industria sono in grado di realizzare, così, troppo è un'ingiustizia, un grave male e una perturbazione di ordine giusto che una più grande e più alto livello di organizzazione arroghi a sé funzioni che possono essere eseguiti in modo efficiente anche da organismi di piccole dimensioni reciprocamente». Quindi, qualsiasi attività di produzione (che secondo il distributismo svolge ad essere la parte più importante di qualsiasi economia) dovrebbe essere svolta dalla più piccola unità possibile. Questo aiuta a provare il fatto che secondo cui unità più piccole, delle famiglie, se possibile, dovrebbe essere il controllo dei mezzi di produzione, piuttosto che le grandi unità tipica delle economie moderne. Ovverosia in una grande fabbrica i vari reparti dovrebbero si lavorare in consorzio, ma essere ognuno una piccola azienda a sé stante. In questo modo si responsabilizza maggiormente i suoi possessori-lavoratori.
Papa Pio XI ha inoltre affermato, ancora una volta nel Quadragesimo anno, «ogni attività sociale dovrebbe della sua stessa natura a fornire aiuto ai membri del corpo sociale, e non distruggere e assorbirlo». Per evitare grandi organizzazioni private dominanti il corpo politico, il distributismo applica questo principio di sussidiarietà economico e sociale e di azione politica tramite una regolamentazione fiscale tesa a favorire le aziende con numero basso di persone.

### Società di artigiani
Il distributismo promuove una società di artigiani e della cultura. Questo è influenzato da un accento sulle piccole imprese, la promozione della cultura locale, e favorendo la nascita di piccole imprese anche nella produzione di massa. Una società di artigiani promuove nell'ideale di distributismo l'unificazione del capitale, della proprietà, e la produzione piuttosto che ciò che il distributismo vede come un'alienazione dell'uomo causata dal lavoro.

### Sicurezza sociale
Il distributismo è contrario agli enti di sicurezza sociale, sulla base del fatto che essi alienano ulteriormente l'uomo, facendo di lui una dipendenza rispetto allo Stato. Il distributismo come Dorothy Day non crede nel sistema statale di sicurezza sociale fin da quando è stato introdotto dal governo degli Stati Uniti. Questo rifiuto di questo nuovo programma è stato a causa della diretta influenza delle idee di Hilaire Belloc sul distributismo americano. Questo in quanto in un sistema sociale distributista le differenze economiche tra persone sarebbero notevolmente appianate rispetto ad oggi, e quindi ad ognuno sarebbe semplice l'accesso a proprie spese ai sistemi privati di sicurezza sociale e sanitaria tramite assicurazioni private per le spese maggiori, e di tasca propria per le minori, e tramite il risparmio per il fondo pensionistico (il quale sarebbe rimpinguato dalla refusione del credito sociale al pari di una liquidazione).

## Teoria geopolitica

### Ordine politico
Il distributismo teoricamente non favorisce un sistema politico su un altro, può andare da democrazia a monarchia. Tuttavia come è comprensibile, i poteri forti che caratterizzano i sistemi politici ottocenteschi sono avversi al distributismo, e quindi è assai difficile immaginare applicato il distributismo in un sistema democratico, oppure liberale, oppure monarchico. Il distributismo però non supporta gli ordini politici caratterizzati da individualismo o statalismo quali il capitalismo e il comunismo. Il distributismo non supporta nemmeno l'anarchismo, ma alcuni distributisti, ad esempio Dorothy Day, sono stati anche anarchici. In quanto secondo essi l'anarchia è la base ideale del liberalcapitalismo inteso come consuetudine antropologica.

### I partiti politici
Il distributismo non prevede la regolamentazione della vita politica tramite partiti politici o sindacati (ma non esplicitamente proibiti), ma solo tramite le Corporazioni nell'elezione piramidale (democrazia organica) di uomini capaci conosciuti di persona via via ai livelli maggiori, determinando che ad ogni elezione i votanti siano fino ad un certo numero e non oltre. Ossia i lavoratori votano il loro rappresentante; esso vota assieme ai rappresentanti delle altre aziende della sua corporazione della sua città per il rappresentante cittadino; esso vota assieme ai rappresentanti delle altre città della sua corporazione per il rappresentante provinciale; esso vota assieme ai rappresentanti delle altre provincie della sua corporazione per il rappresentante regionale; esso vota assieme ai rappresentanti delle altre regioni della sua corporazione per il rappresentante statale (deputato, presidente, ministro, ecc); anche ruoli intermedi (questore, prefetto, regioni, province, ministeri, ecc) vengono aboliti e sostituiti dalle corporazioni. Essi sostengono ciò equivalga all'abolizione del concetto attuale di "Stato" (per questo a volte identificati come teorie anarchiche).

### Guerra
Il distributismo è solito utilizzare la pragmatica per determinare se una guerra deve essere combattuta o meno. Ogni opinione è personale. Sia Chesterton che Belloc si opposero all'imperialismo britannico, in generale, così come specificamente contro le guerre boere, ma sostennero il coinvolgimento britannico nella prima guerra mondiale. Nella seconda guerra mondiale, invece, i distributisti furono tendenzialmente neutrali oppure favorevoli all'Asse non potendo idealisticamente schierarsi con il capitalismo e il comunismo degli Alleati.

## Influenza

### E.F. Schumacher
Il distributismo è conosciuto per aver avuto un influsso sull'economista Ernst Friedrich Schumacher, un convertito al cattolicesimo.

### La corporazione cooperativa Mondragón
La corporazione cooperativa Mondragón è nata nei Paesi Baschi, il paese situato fra Spagna e Francia, per opera di un sacerdote cattolico, Padre José María Arizmendiarrieta, che sembra essere stata influenzato dallo stesso cattolicesimo sociale ed economico che ha ispirato le teorie di Belloc, Chesterton, McNabb e degli altri fondatori del distributismo. La cooperativa, tuttavia, può essere considerata "distributista" solo in quanto valorizzatrice dell'ideale di maggior distribuzione possibile dei mezzi di produzione, mentre alcune delle sue strategie più internazionali e capitalistiche sembrano lontane da un vero distributismo.

### La Gilda di San Giuseppe e San Domenico
Le idee distributiste sono state messe in pratica dalla Gilda di San Giuseppe e San Domenico, un gruppo di artisti e artigiani che fondò una comunità a Ditchling, nel Sussex, in Inghilterra nel 1920, con il motto Ricca di Uomini virtù studiare la bellezza vivere in pace nelle loro case. La Gilda ha cercato di ricreare uno stile di vita medievale idealizzato nel pauperismo, secondo le modalità delle Corporazioni delle Arti e dei Mestieri; è sopravvissuta fino al 1989.

## Controversie

### Il legame con i Fascismi
Il distributismo è stato oggetto di polemiche nella seconda metà del '900 a causa delle comunanze di alcune associazioni distributiste con gruppi o movimenti fascisti. Ciò comprende gruppi come ad esempio l'Unione Britannica dei Fascisti e il Partito Nazionale Sociale Cristiano, i quali sostengono le opinioni distributiste. I sostenitori del nazional-anarchismo anch'essi favorevoli al distributismo, come Troy Southgate indicando il suo impegno per l'idea. Va inoltre osservato che, dal momento che i distributisti sono in prevalenza di orientamento cattolico, vi è generalmente un rifiuto delle tesi anarchiche in osservanza del Magistero sociale della Chiesa.
Molte tracce portano le radici al fascismo o viceversa, e si può vedere il distributismo come una versione di corporativismo. Colui il quale concorse a traghettare il distributismo al fascismo fu il poeta statunitense Ezra Pound. Ci sono molte analogie tra i due sistemi, notevoli parallelismi tra la socializzazione delle aziende e imprese e il distributismo. Oltretutto per esclusione le uniche comunanze sono tra questi sistemi, visto che il distributismo rifiuta sia il comunismo che il capitalismo. Ma ci sono differenze tra le due filosofie politiche, in particolare il fascismo era permissivo verso le grandi imprese nazionali e quelle di stato.

### Favorevoli al distributismo
- http://www.distributism.com/
- https://web.archive.org/web/20080729040648/http://www.distributism.org/
- A Distributist Page, su geocities.com. URL consultato il 29 luglio 2008 (archiviato dall'url originale il 5 gennaio 2002).
- https://web.archive.org/web/20080509170911/http://mdemarco.web.wesleyan.edu/gkc/distrib/
- Distributism:  A Catholic System of Economics, su gorpub.freeshell.org.
- Distributivism and Catholic Social Teaching by John C. Médaille, su medaille.com.

### Contrari al distributismo
- A Distributist Manifesto strongly spiced with Communism, su traditioninaction.org.
- What's Wrong With "Distributism": Mises Institute, su mises.org.
- Trashing "Chesterbelloc", su nudccw.org (archiviato dall'url originale il 29 settembre 2007).
- The Capitalist Response by John Clark
- Three Catholic Cheers for Capitalism by Thomas Woods

### Neutrali verso il distributismo
- The Distributism Debate, su gorpub.freeshell.org.
- British National Library's Archives of the defunct Distributist Party of the UK, su library-2.lse.ac.uk. URL consultato il 29 luglio 2008 (archiviato dall'url originale il 22 dicembre 2007).